# Windham (Vermont)
Windham – miasto w Stanach Zjednoczonych, w stanie Vermont, w hrabstwie Windham.